# Gare de Savigny-le-Temple - Nandy
Pour les articles homonymes, voir Gare de Savigny.
La gare de Savigny-le-Temple - Nandy est une gare ferroviaire française de la ligne de Paris-Lyon à Marseille-Saint-Charles, située sur le territoire de la commune de Savigny-le-Temple, à proximité de Nandy, dans le département de Seine-et-Marne, en région Île-de-France.
C'est une gare de la Société nationale des chemins de fer français (SNCF) desservie par les trains de la ligne D du RER.

## Situation ferroviaire
Établie à 89 m d'altitude, la gare de Savigny-le-Temple - Nandy se situe au point kilométrique (PK) 34,289 de la ligne de Paris-Lyon à Marseille-Saint-Charles entre les gares de Lieusaint - Moissy et de Cesson. Elle est desservie par les trains de la ligne D du RER.

## Histoire
La gare a été ouverte le 31 juillet 1976, sous le nom de Savigny - Bois d'Arqueuil, et était alors desservie par des trains du réseau de banlieue (ancêtre du Transilien) de Paris-Gare-de-Lyon.

## Fréquentation
De 2015 à 2022, selon les estimations de la SNCF, la fréquentation annuelle de la gare s'élève aux nombres indiqués dans le tableau ci-dessous.

| Année     | 2015      | 2016      | 2017      | 2018      | 2019      | 2020      | 2021      | 2022      |
| --------- | --------- | --------- | --------- | --------- | --------- | --------- | --------- | --------- |
| Voyageurs | 4 167 641 | 4 232 841 | 4 281 204 | 4 247 062 | 4 226 403 | 2 133 225 | 2 873 678 | 3 489 606 |

## Service des voyageurs

### Accueil
La gare possède un bâtiment voyageurs. Un service commercial est assuré tous les jours de 6 h à 1 h 20.
Un passage souterrain permet l'accès aux quais.
La gare dispose d'un parking gratuit d'une capacité de 500 places.

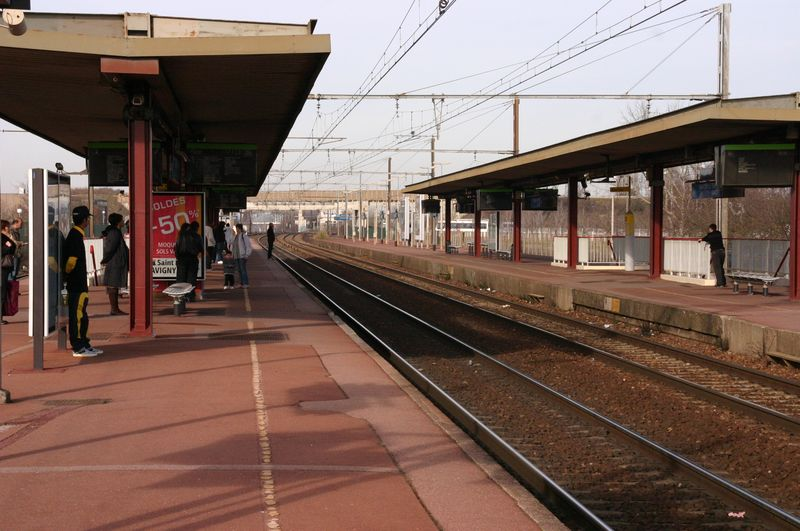
Quais de la gare.

### Desserte
Elle est aujourd'hui desservie par les trains de la ligne D du RER, selon une fréquence de huit trains par heure aux heures de pointe et de quatre trains par heure aux heures creuses.

## Intermodalité
La gare est desservie par les lignes 3705, 3732, 3733, 3734, 3735, 3736, 3737, 3773, 3776 et 3778 du réseau de bus de Sénart et, la nuit, par la ligne N132 du réseau Noctilien.

## Projets
Vers 2023-2024, la ligne 2 du T Zen (de Carré Sénart (Lieusaint) à la gare de Melun), devrait être mise en mise et desservir au passage la gare de Savigny-le-Temple - Nandy.